# Saint-Idesbald
Pour la bière, voir St-Idesbald (bière).
Saint-Idesbald (en néerlandais Sint-Idesbald, populairement Baaldje) est un village ainsi qu'une station balnéaire de la commune belge de Coxyde, dans la province de Flandre Occidentale.

## Géographie

### Situation
Saint-Idesbald est situé sur la côte ouest (Westkust) du littoral belge, le long de la mer du Nord.

## Histoire
Station balnéaire depuis le début du XXe siècle, elle sera développée par la Compagnie de Saint Idesbald, sous la houlette de l'architecte Albert Dumont. Elle fait partie de la commune de Coxyde.

## Toponymie
Saint-Idesbald est nommée d'après le chanoine Idesbald des Dunes, devenu moine cistercien en 1150 et élu cinq ans plus tard troisième abbé de l'abbaye Notre-Dame des Dunes.

## Culture
Un musée est dédié au peintre surréaliste Paul Delvaux.
Le sculpteur George Grard, mais aussi Taf Wallet et le peintre aquarelliste et sculpteur Walter Vilain y ont travaillé.

## Religion
Entre 1958 et 1965, une église moderne y fut construite d'après les plans de l'architecte J. Lansoght de Bruges. Le toit de l'église qui est éclairé le soir, a la forme d'une dune.
Par ailleurs, dans le hameau, une chapelle moderne est dédiée à la mémoire du troisième abbé des Dunes, mort en l'abbaye des Dunes retrouvée sous le sable.

## Personnalités liées au village
- Paul Delvaux.

## Curiosités
- Le musée Paul Delvaux : musée disposant d'une collection unique de peintures de ce peintre surréaliste, agrémenté d'objets et souvenirs personnels.
- Rariteitenkabinet 't Krekelhof : musée d'artisanat et de bizarreries.
- Musée Taf Wallet

## Images

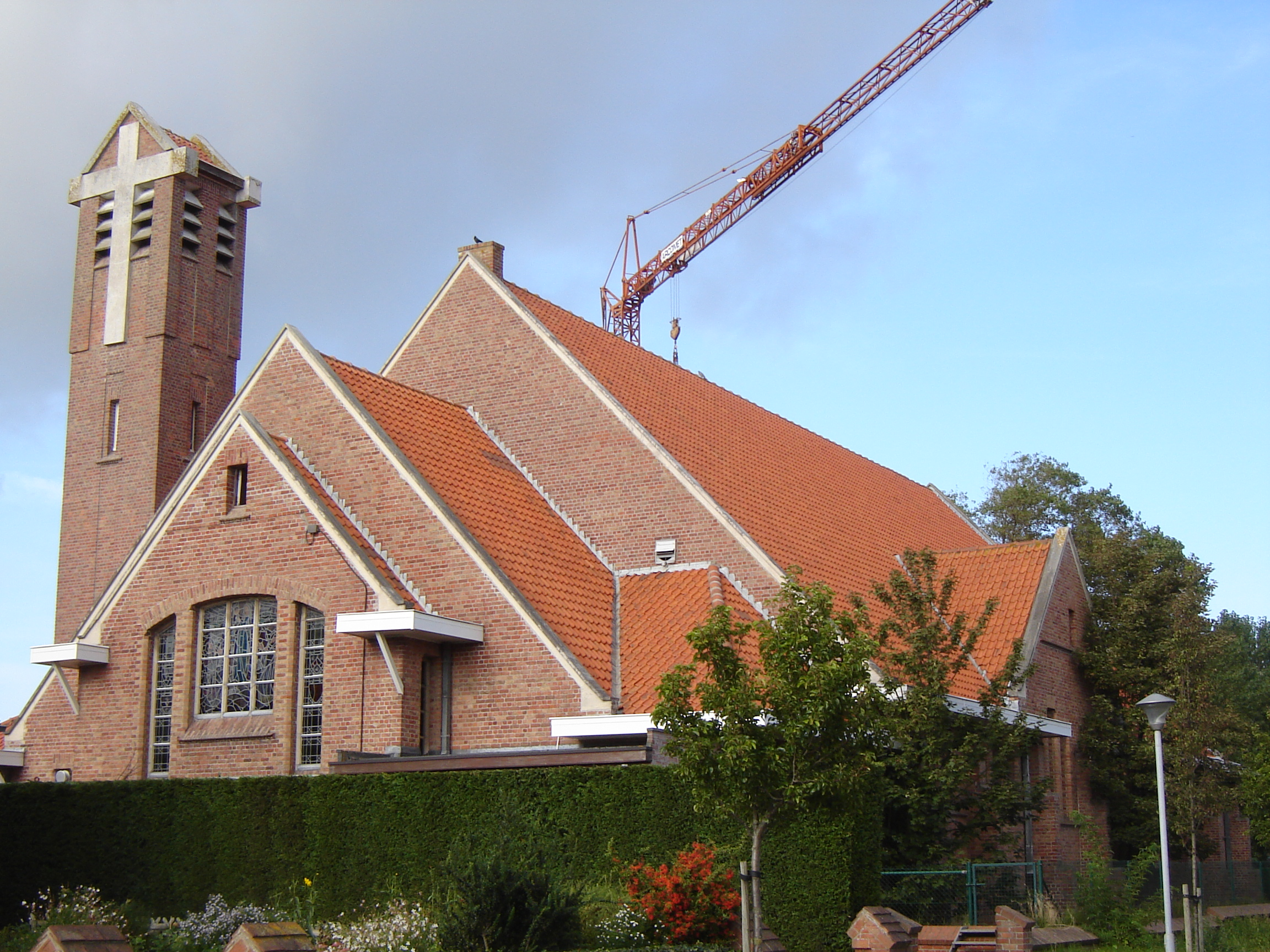
L'église de Saint-Idesbald
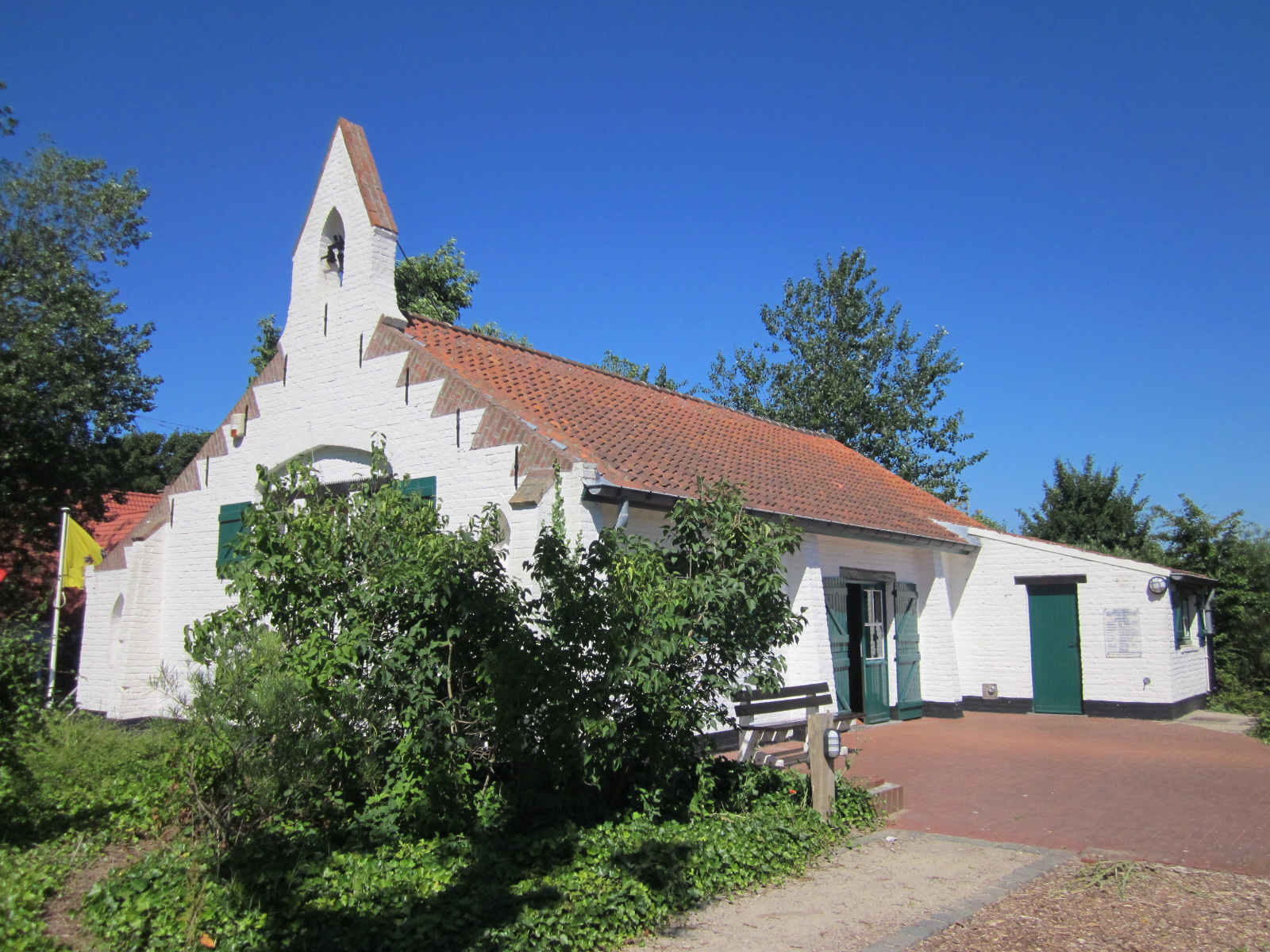
La chapelle Keunekapel
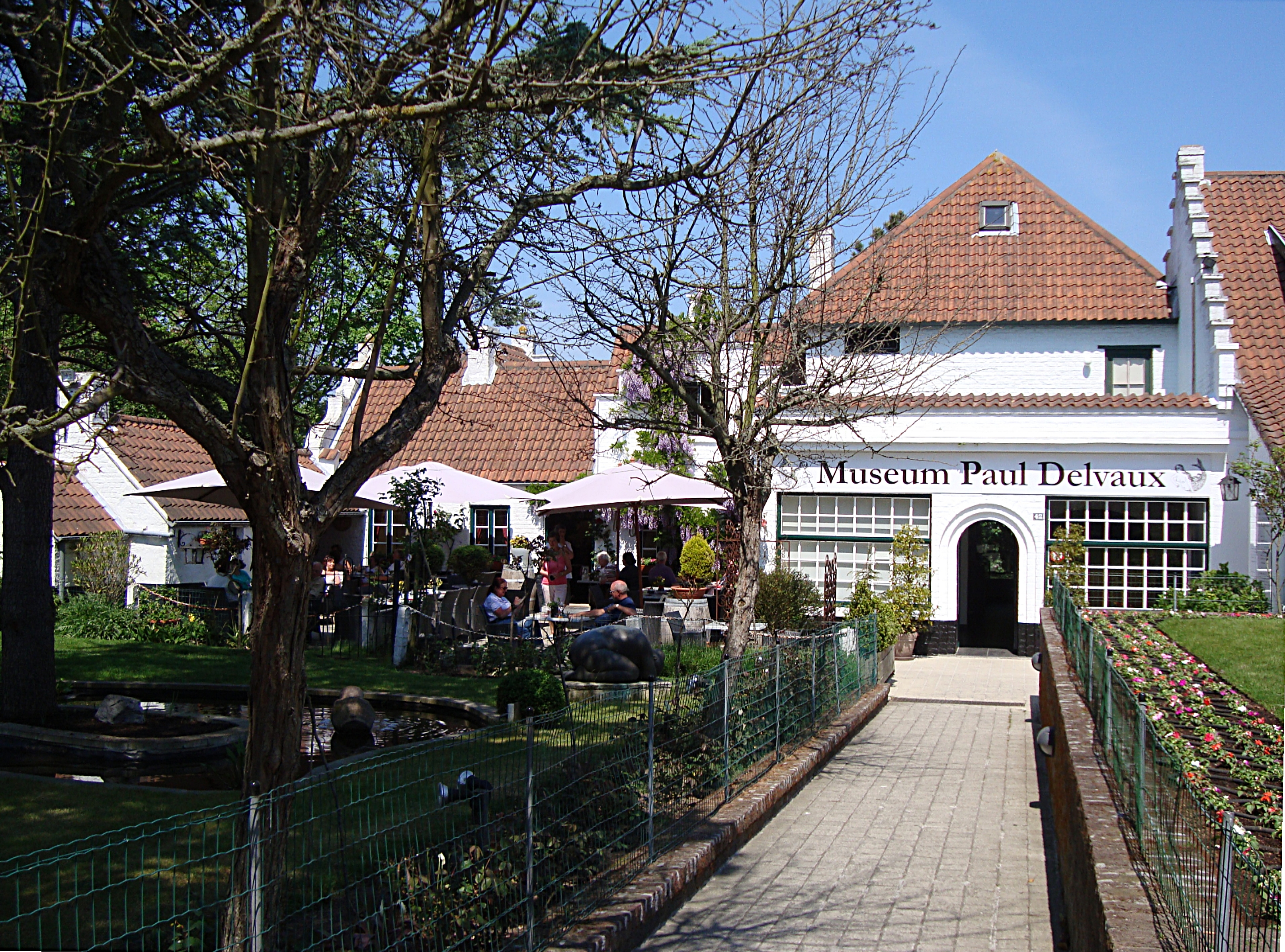
Le musée Paul Delvaux.